# Eohric dell'Anglia orientale
Eohric o Eoric o Eric (in lingua norrena: Eiríkr; IX secolo – 902/904) fu re vichingo del Danelaw e dell'Anglia orientale dal 890 al 902.
Poco si conosce del regno di Eohric o in generale dell'Anglia orientale di quel periodo, attorno all'869 venne invasa dai vichinghi della Grande armata danese e re Edmondo (in seguito Sant'Edmondo) venne ucciso il 20 novembre 869. Edmondo non fu l'ultimo re anglosassone, gli successero Oswald e Æthelred II, conosciuti solo da reperti numismatici. Guthrum, che combatté contro Alfredo il Grande re del Wessex, sembra abbia avuto il controllo dell'Anglia orientale a partire dal dagli anni 880 e coniò monete col proprio nome. Guthrum morì attorno all'890, ma non esistono prove che attestino chi sia stato il suo successore, dato che le monete coniate in Anglia orientale successivamente a quelle di Guthrum commemorano re Edmondo e non il regnante.
L'unica notizia attendibile su Eohric riguarda la sua morte. Eohric, così come altri condottieri scandinavi nell'est della Gran Bretagna, sostennero Aethelwald contro Edoardo il Vecchio. La Cronaca anglosassone riferisce nella sezione relativa all'anno 905 (probabilmente da datare tra il 902 ed il 904) che qualche tempo dopo ottobre di quell'anno, l'esercito dell'Anglia orientale con Aethelwald ed Eohric discese lungo il Tamigi nelle terre di Edoardo. Edoardo portò un esercito dal Kent in Anglia orientale, saccheggiando a nord fino al Devils'Dyke, nel Cambridgeshire ed al fiume Wissey. Le truppe di Eohric si scontrarono con quelle di Edoardo sulla via del ritorno, l'esercito di Edoardo uscì vittorioso dalla battaglia ed Eohric ed Aethelwald rimasero uccisi.
La storia dell'Anglia orientale dopo la morte di Eohric rimane oscura fino alla conquista da parte di Edoardo il vecchio.